# 科氏擬白魚
科氏擬白魚（学名：Alburnoides kosswigi）為輻鰭魚綱鯉形目雅羅魚科擬白魚屬的其中一種，分布於亞洲土耳其薩卡里亞河流域，體長可達9.7公分，棲息在礫石底質的河川底中層水域，生活習性不明。

## 扩展阅读
維基物種上的相關：科氏擬白魚